# 태백산소드림도서관
태백산소드림도서관은 강원특별자치도 태백시에 있는 시립 도서관이다.

## 연혁
- 2017년 8월 2일 개관.